# 豆瓣小组
豆瓣小组是豆瓣网的一个栏目，其架构与Google Groups相似，属于网络论坛。

## 特点
- 发帖称“发言”，回帖称“回应”。
- 用户可以申请开设小组。申请需经过豆瓣管理员审批。
- 帖子中可以添加图片、链接，但不支持对文字格式化。
- 小组允许置顶主题。
- 热门回帖会显示在帖子下方“最赞回应”区域。

## 评价
- 以多样的文化认同构建获得了一大批黏性很高的用户。[1]
- 很多文艺类的小众图书正是通过豆瓣、天涯等网络交流、口碑传递的方式找到了最适合自己的读者。[2]
- 打破了以前由管理员建立社区的传统，将创造社区的权利真正赋予每个用户。全民传播的精髓，让生活中的细枝末节形成群体发声。这是大众文化的一种胜利。[3]
- 一场新的独立音乐潮流开始了。[4]
- 化名茜茜的豆瓣小组组长：“这11年来没落了，有一些组里全是控评和吵架，没人想看，电影点评也是另一个战场”。[5]
- 依托微博、豆瓣小组、天涯讨论区等平台，各路明星的“饭圈”们为了维护自家“爱豆”，拳打“黑子”，脚踢“路人”，动辄把自己的“爱豆”送上流量顶端。[6]

## 知名小组
- 八卦来了[7]
- 相互表扬小组[8]
- 父母皆祸害[9][10][11]
- 我们都是拖延症
- 自由吃瓜基地
- 青青草原